# Бенедикт Карпцов Молодший
Бенедикт Карпцов молодший (нім. Benedikt Carpzov der Jüngere; 27 травня 1595, Віттенберг — 30 серпня 1666, Лейпциг
) — визначний німецький юрист в області кримінального права, в Німеччині вважається засновником сучасної німецької правової науки. Син юриста Бенедикта Карпцова-старшого, який не був таким відомим, як його син, але став засновником сімейної династії юристів Карпцових.
Обіймав посаду засідателя Лейпцизького верховного суду і професора в Лейпцизькому університеті. Здобув популярність по всій Німеччині як фахівець, який вирішував найскладніші кримінальні справи, а також як знавець Біблії. Карпцову на розгляд надходили справи з усієї Німеччини. У той же час, отримав сумну популярність своєю старанністю в процесах про «відьом». Автор опублікованої в 1635 році праці «Про кримінальні закони», де чимало місця присвячено методам тортур.

## Твори
- «Practica nova imperialis Saxonica rerum criminalium», Wittenberg 1635, Frankfurt-am-Main, 1752
- «Peinlichen sächs. Inquisitions- u. Achterprozeß», Leipzig 1638, 1733
- «Processus juris in foro Saxonica», Frankfurt / Main 1638, Jena 1657, 1708
- «Responsa juris electoralia», Leipzig 1642
- «Jurisprudentia ecclesiastica seu consistorialis», Hannover +1649, 1721
- «Jurisprudentia forensis Romano-Saxiona», Frankfurt-am-Main 1638, Leipzig +1721